# FC Universitatea Cluj

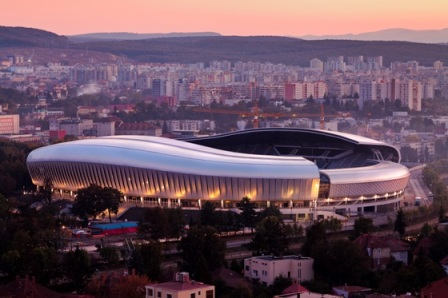
Kolozsvár Aréna

"U" Cluj néven emlegetik Kolozsvár egyik legismertebb sportklubját, amely a román labdarúgó-bajnokságelső osztályban szerepel. A klub jelenlegi neve CS Universitatea Cluj. A legfontosabb szakosztályok: labdarúgás, rögbi, kosárlabda, kézilabda, röplabda és atlétika. A csapatok játékosait vörössapkásoknak is nevezik, az egyetemisták hagyományos viselete nyomán.
1994 óta a labdarúgó szakosztály levált és CFM Universitatea Cluj néven hivatásos csapattá vált.

## Története
Az Universitatea (Egyetem) csapatát 1919 szeptemberében alapították Budapesten, majd a történelmi Magyarország szétesésének hullámait követve még abban az évben átköltözött Kolozsvárra. A klub első elnöke dr. Iuliu Hațieganu volt, őt tekintik a klub alapítójának is.
Az első években a csapat helyi versenyeken vett részt, mivel nem léteztek országos bajnokságok.
1923-ban a csapat a Mara Kupa döntőjében játszott a temesvári Kinizsivel, ahol 0-2 arányban vesztett. 
Az "U" az első országos labdarúgó-bajnokságban első helyet szerzett a II. csoportban és a temesvári Ripensiával játszotta a döntőt (0-0 és 3-5). A Román Kupa első évében, 1933-34-ben az "U" döntős lett, ahol szintén a Ripensia lett az ellenfele (0-5).
1940-ben a második bécsi döntés következtében a csapat áttette a székhelyét Nagyszebenbe. 1942-ben ismét a Román Kupa döntőjébe került, ahol a bukaresti Rapid ellenében 1-7-re vesztett.
1945-ben a csapat visszaköltözött Kolozsvárra.
1946-ban a csapat neve Stiința Cluj (Tudomány) lett. 1949-ben harmadszor is bekerült a Román Kupa döntőjébe, de ismét kikapott, ezúttal 1-2-re a bukaresti CSCA-tól (jelenleg Steaua).
Az 1950-es évek végén és az 1960-as évek elején a csapat edzője Kovács István volt, később az Ajax Amszterdam edzője.
Az 1964-65-ös évadban a csapat megnyerte a labdarúgó Román Kupát.
1966-ban a csapat neve ismét Universitatea Cluj lett. 
Az 1972-73-as évadban érték el a háború utáni legjobb teljesítményüket, harmadik helyen végezve a bajnokságban. 
1999-től az "U" visszaesett a B osztályba, majd 2000-ben egy évig a C osztályba. A 2007-2008-as szezont már az első ligában kezdték meg, noha azonnal vissza is estek a másodosztályba.

## Sikerek
- Román Kupa győztese (1): 1964-1965
- Román Kupa döntőse (3): 1933-1934, 1941-1942, 1948-1949
- Román bajnokság ezüstérmese (1): 1932-1933
- Román bajnokság bronzérmese (2): 1933-1934, 1971-1972

## Stadion

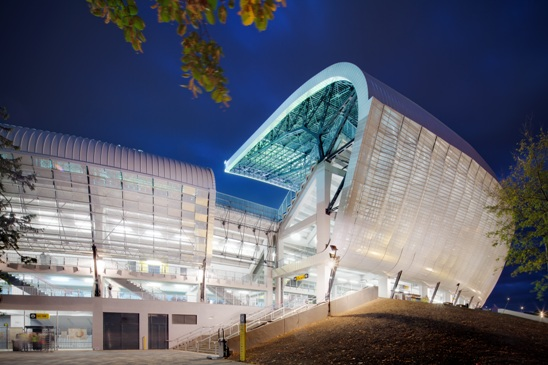
Kolozsvár Aréna (oromzat)

2008 novemberében elkezdődött a régi stadion bontása, helyette korszerű, az európai normáknak megfelelő építményt terveznek. A városi stadion építése 2009-ben kezdődött. Az ünnepélyes felavatás 2011-ben történt.

## Jelenlegi játékosok
| #  |         | Poszt | Név                               |
| -- | ------- | ----- | --------------------------------- |
| 1  | Románia | K     | Bogdan Fărcaș                     |
| 2  | Románia | V     | Andrei Cordoș                     |
| 4  | Románia | V     | Szilágyi Zsolt                    |
| 5  | Románia | KP    | Bogdan Dolha                      |
| 7  | Románia | KP    | Laurențiu Buș                     |
| 9  | Románia | CS    | Ciprian Suciu                     |
| 10 | Románia | KP    | Petre Budean                      |
| 13 | Románia | V     | Raul Marincău                     |
| 14 | Románia | V     | Cosmin Crușoveanu                 |
| 15 | Románia | CS    | Flavius Băd                       |
| 16 | Románia | V     | Rareș Soporan                     |
| 17 | Románia | KP    | Marius Suller                     |
| 18 | Románia | V     | Bogdan Ungurușan (csapatkapitány) |
| 19 | Románia | CS    | Ionuț Șuteu                       |
| 20 | Románia | KP    | Paul Țene                         |
| 22 | Románia | KP    | Zeno Bundea                       |

| #  |         | Poszt | Név                |
| -- | ------- | ----- | ------------------ |
| 23 | Románia | CS    | Adrian Borza       |
| 24 | Románia | KP    | Dan Văscan         |
| 26 | Románia | KP    | Răzvan Feneșan     |
| 27 | Románia | CS    | Lucian Matiș       |
| 29 | Románia | KP    | Adrian Ionescu     |
| -  | Románia | CS    | Viorel Sântejudean |
| -  | Románia | V     | Cosmin Iuhas       |
| -  | Románia | K     | Bogdan Costaș      |
| -  | Románia | K     | Florin Crișan      |
| -  | Románia | K     | Andrei Biliga      |
| -  | Románia | V     | Jozsef Kalman      |
| -  | Románia | V     | Dorel Chiș         |
| -  | Románia | KP    | Dorian Rus         |
| -  | Románia | CS    | Sergiu Botiș       |
| -  | Románia | CS    | Paul Sanda         |